# Тамар (региональный совет)
Тамар (ивр. תמר‎) — региональный совет в Южном административном округе Израиля, в пустыне Негев с юга-запада от Мертвого моря. 
В региональный совет входят 6 населённых пунктов: 2 кибуца, 3 мошава и 1 общинное поселение.

## История
Региональный совет был создан 24 мая 1956 года, когда было начато строительство первого жилья недалеко от горы Содом рядом с Мёртвым морем. 

## Население
По статистическим данным Центрального статистического бюро Израиля население регионального совета на 2024 год составляет 1 626 человек.